# Fetichismo de licra

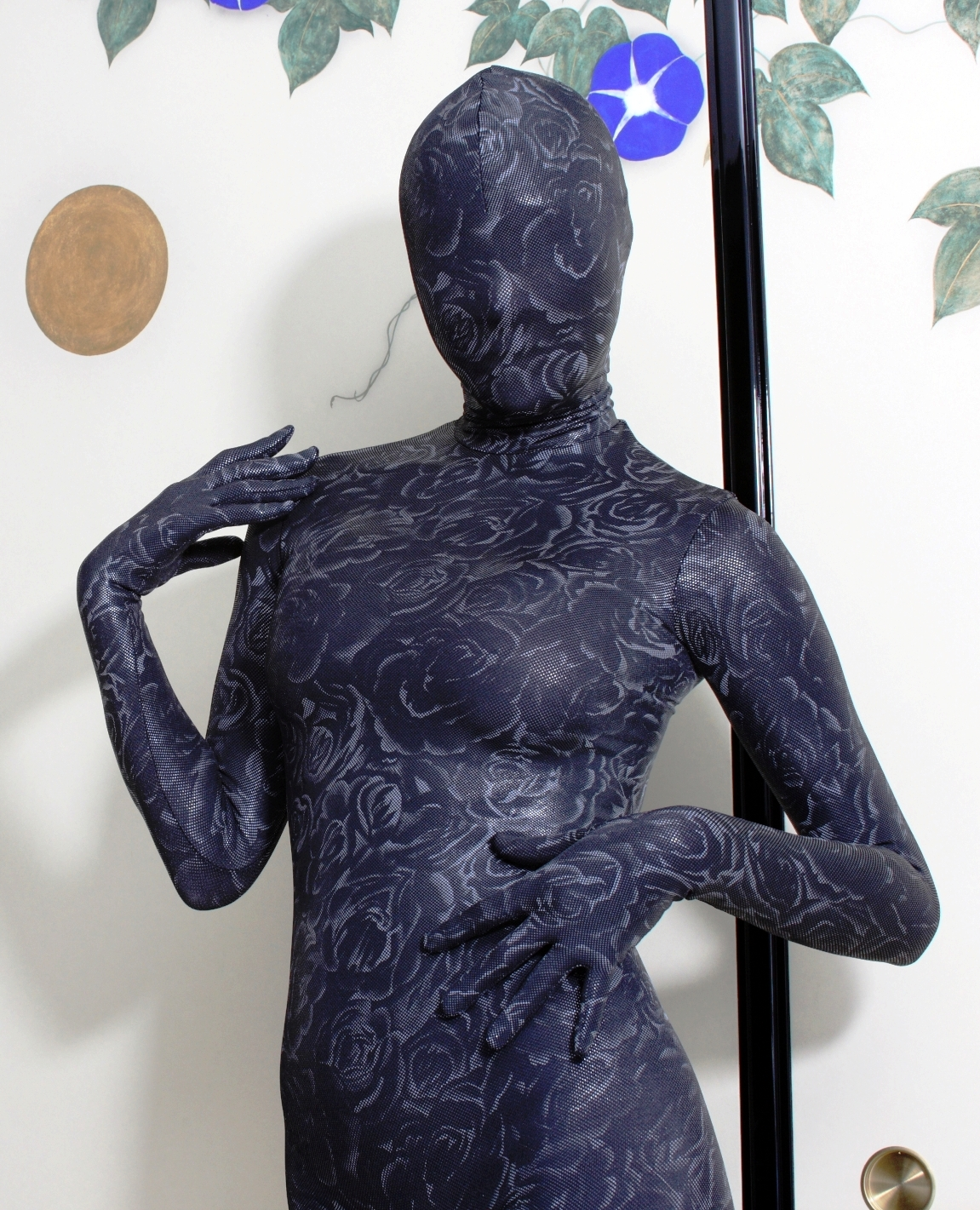
Una mujer viste un traje tipo Zentai muy ajustado hecho de spandex.

El fetichismo de lycra es una atracción fetichista hacia las personas que usan prendas de licra, también llamado elastano o spandex, o para el uso de prendas de vestir hechas de este material. Prendas de spandex son usadas a menudo por nadadores, bailarines, luchadores, aremeros, ciclistas, contorsionistas y artistas de circo y fetichistas del spandex pueden incorporar fantasías acerca de esas actividades hacia su fetiche.
Una razón por la que la licra y otros tejidos estrechos pueden ser fetichizados es que la prenda de vestir forma una "segunda piel", que actúa como un sustituto de la propia piel del usuario. Los que visten prendas de elastano de nylon y prendas de vestir de elastano de algodón muy ajustadas pueden aparecer desnudos o recubiertos de una sustancia brillante o mate, como la pintura. La estrechez de las prendas de vestir también puede ser vista como servidumbre sexual. Otra razón es que la tela de spandex de nylon (preferido por muchos fetichistas spandex) se produce a menudo con un acabado muy suave y similar a la seda, que se presta a una dimensión táctil al fetiche, así como una visual. La presión de las prendas apretadas contra los genitales puede llegar a ser bastante sensual.
En los cómics, superhéroes, superheroines y supervillanos son generalmente descritos como vestidos con trajes hechos de licra o un material similar.  Son trajes ceñidos muy llamativos y de colores brillantes que a menudo cubren solo lo suficiente para que el cuerpo sea presentable.
Kigurumi (着ぐるみ, es decir, traje de personaje de dibujos animados), una forma de vestuario japonés, a menudo utiliza la licra como una piel artificial. El fetichismo de pantimedias puede ser visto como una clase de fetichismo del spandex.

## Fotografía
- La estrella porno Peter Berlin popularizó el fetichismo de elastano a partir de la década de 1970 en muchas fotografías eróticas posó para que se publicaran en muchas revistas pornográficas homosexuales, revistas gay regulares y en la de revista de teatro After Dark.[1]